# Gliese 320
Gliese 320 (GJ 320 / HD 74576 / HIP 42808) es una estrella en la constelación de Vela (la vela del Argo Navis), situada en el rincón noreste de la misma cerca del límite con Brújula. De magnitud aparente +6,56, su débil brillo hace que no sea observable a simple vista. Se encuentra a 36,3 años luz de distancia del sistema solar.
Gliese 320 es una enana naranja de tipo espectral K2.5V o K1V. Al igual que el Sol, su energía proviene de la fusión de hidrógeno en helio, pero es más fría y tenue que este. Su temperatura superficial es de 5000 ± 55 K y su luminosidad equivale al 35% de la luminosidad solar. La medida de su semidiámetro angular (0,314 milisegundos de arco) ha permitido obtener un valor preciso de su radio, siendo este un 75,3% del radio solar. Tiene una masa aproximada de 2/3 de la masa solar.
La metalicidad de Gliese 320 es prácticamente igual a la del Sol, siendo los niveles de hierro, magnesio, silicio y titanio muy semejantes a los solares. La relación entre los contenidos de oxígeno e hidrógeno es un 56% de la observada en el Sol.
La estrella conocida más cercana a Gliese 320 es HR 3384, de características similares, distante 6,1 años luz.